# Pueblo Nuevo (Guanajuato)
Pueblo Nuevo es una localidad del estado mexicano de Guanajuato. Es la cabecera del municipio de Pueblo Nuevo.

## Historia
La localidad fue fundada en 1540 por el obispo de Michoacán, Vasco de Quiroga, con el nombre de «Pueblonuevo de San Antonio».

## Demografía
| Gráfica de evolución demográfica |
|                                  |

| Censo | Población |
| ----- | --------- |
| 1900  | 2 091     |
| 1910  | 2 292     |
| 1921  | 2 338     |
| 1930  | 2 352     |
| 1940  | 2 531     |
| 1950  | 3 006     |
| 1960  | 3 396     |
| 1970  | 4 086     |
| 1980  | 4 658     |
| 1990  | 3 804     |
| 2000  | 3 624     |
| 2010  | 3 741     |
| 2020  | 3 562     |